# Copa del Món de Futbol 2010 - Final
En el partit de la final de la Copa del Món de Futbol 2010, realitzada a Sud-àfrica, hi van participar els dos equips guanyadors de la fase anterior de semifinals, que foren Espanya i els Països Baixos.
Espanya va derrotar holanda per 1-0 a quatre minuts del final del segon temps de la pròrroga. Cap dels dos equips havia guanyat la Copa del Món abans; Holanda havia perdut la final en la Copa del Món de Futbol 1974 i en la Copa del Món de Futbol 1978, mentre que la millor posició d'Espanya va ser un quart lloc en la Copa del Món de Futbol 1950.
L'àrbitre del partit va ser Howard Webb, d'Anglaterra.

## Països Baixos vs. Espanya
| Països Baixos | 0 - 1 (pròrroga) | Espanya      |
| ------------- | ---------------- | ------------ |
|               | Fitxa            | Iniesta 116' |

| Països Baixos | Espanya |

| · PAÏSOS BAIXOS: |    |                              |           |      |
|                  |    |                              |           |      |
|                  | 1  | Maarten Stekelenburg         |           |      |
|                  | 2  | Gregory van der Wiel         | 111'      |      |
|                  | 3  | John Heitinga                | 57', 109' |      |
|                  | 4  | Joris Mathijsen              | 117'      |      |
|                  | 5  | Giovanni van Bronckhorst (C) | 54'       | 105' |
|                  | 6  | Mark van Bommel              | 22'       |      |
|                  | 7  | Dirk Kuyt                    | 71'       |      |
|                  | 8  | Nigel de Jong                | 28'       | 99'  |
|                  | 9  | Robin van Persie             | 15'       |      |
|                  | 10 | Wesley Sneijder              |           |      |
|                  | 11 | Arjen Robben                 | 84'       |      |
| Substitucions:   |    |                              |           |      |
|                  | 12 | Khalid Boulahrouz            |           |      |
|                  | 13 | Andre Ooijer                 |           |      |
|                  | 14 | Demy de Zeeuw                |           |      |
|                  | 15 | Edson Braafheid              | 105'      |      |
|                  | 16 | Michel Vorm                  |           |      |
|                  | 17 | Eljero Elia                  | 71'       |      |
|                  | 18 | Stijn Schaars                |           |      |
|                  | 19 | Ryan Babel                   |           |      |
|                  | 20 | Ibrahim Afellay              |           |      |
|                  | 21 | Klaas Jan Huntelaar          |           |      |
|                  | 22 | Sander Boschker              |           |      |
|                  | 23 | Rafael van der Vaart         | 99'       |      |
| Entrenador:      |    |                              |           |      |
| Bert van Marwijk |    |                              |           |      |

| · ESPANYA:         |    |                       |        |
|                    |    |                       |        |
|                    | 1  | Iker Casillas (C)     |        |
|                    | 3  | Gerard Piqué          |        |
|                    | 5  | Carles Puyol          | 16'    |
|                    | 6  | Andrés Iniesta        | 118'   |
|                    | 7  | David Villa           | 106'   |
|                    | 8  | Xavi                  | 120+1' |
|                    | 11 | Joan Capdevila Méndez | 67'    |
|                    | 14 | Xabi Alonso           | 87'    |
|                    | 15 | Sergio Ramos          | 23'    |
|                    | 16 | Sergio Busquets       |        |
|                    | 18 | Pedro Rodríguez       | 60'    |
| Substitucions:     |    |                       |        |
|                    | 2  | Raúl Albiol           |        |
|                    | 4  | Carlos Marchena       |        |
|                    | 9  | Fernando Torres       | 106'   |
|                    | 10 | Cesc Fàbregas         | 87'    |
|                    | 12 | Víctor Valdés         |        |
|                    | 13 | Juan Mata             |        |
|                    | 17 | Álvaro Arbeloa        |        |
|                    | 19 | Fernando Llorente     |        |
|                    | 20 | Javi Martínez         |        |
|                    | 21 | David Silva           |        |
|                    | 22 | Jesús Navas           | 60'    |
|                    | 23 | José Manuel Reina     |        |
| Entrenador:        |    |                       |        |
| Vicente del Bosque |    |                       |        |

| Àrbitres assistents: · Darren Cann · Mike Mullarkey · Quart àrbitre: · Yuichi Nishimura |

## Celebració a Barcelona
L'Ajuntament de Barcelona va instal·lar una pantalla gegant a la plaça d'Espanya per seguir la final entre Espanya i els Països Baixos. Els aficionats de la selecció espanyola van celebrar la victòria, juntament amb grups espanyolistes violents, que van provocar aldarulls als voltants de la plaça d'Espanya fins ben entrar de la matinada, com el foc a l'arbrat d'un dels laterals de la Fira de Barcelona. En total, es van detenir 21 persones i més de 70 van resultar ferides, una d'elles per l'impacte d'una bala de goma. Diversos grups espanyolistes van dur a terme agressions racistes a persones d'aspecte llatinoamericà o nord-africà i aquells vianants i conductors que no volien celebrar la victòria.